# Новый Кинер
 Но́вый Кине́р (тат. Яңа Кенәр) — село в Арском районе Республики Татарстан. Административный центр муниципального образования «Новокинерское сельское поселение». Название села произошло от тат. яңа (новый) и названия селения тат. Кенәр (Кинер). Была основана в конце XVII века. По другим сведениям, деревня возникла в середине XVIII века. В 1930-е — 1950-е годы — районный центр. Население в 2010 году достигало 2551 человек, в 2021 году оно составляло 2121 человек.

## География

### Географическое положение
Находится в зоне хвойно-широколиственных (смешанных) лесов, в Западном Предкамье, на речке Мамся. Располагается 40 км севернее города Арска. Высота над уровнем моря — 160 м.

### Климат
По Классификации климатов Кёппена, климат села определяется как Dfb — влажный континентальный с тёплым летом. Температура здесь в среднем 3,9 °C. Среднегодовая норма осадков — 663 мм.
| Показатель              | Янв.  | Фев.  | Март | Апр. | Май  | Июнь | Июль | Авг. | Сен. | Окт. | Нояб. | Дек. | Год |
| ----------------------- | ----- | ----- | ---- | ---- | ---- | ---- | ---- | ---- | ---- | ---- | ----- | ---- | --- |
| Средняя температура, °C | −11,3 | −10,8 | −4,9 | 3,6  | 12,2 | 16,8 | 19,6 | 17,6 | 11,6 | 4,2  | −2,9  | −8,5 | 3,9 |
| Норма осадков, мм       | 48    | 39    | 45   | 42   | 50   | 69   | 75   | 68   | 58   | 65   | 53    | 51   | 663 |
| Источник:               |       |       |      |      |      |      |      |      |      |      |       |      |     |

## История и этимология
Название села произошло от тат. яңа (новый) и названия селения тат. Кенәр (Кинер). Была основана в конце XVII века. По другим сведениям, деревня возникла в середине XVIII века и быстро стала крупнейшей деревней Заказанья. Именно сюда в период между II и III государственными ревизиями (1747—1762 гг.) в массовом порядке стали переселяться жители Старого Кинера, положив тем самым начало «Новопоселенному починку по речке Мамсе» или Новому Кинеру. В исторических документах упоминается также как Бигашево, Мамся, починок по речке Мамсе. До 1860-х годов жители относились к сословию государственных крестьян. 
В начале XIX столетия в Новом Кинере функционировали уже две мечети – соборная и пятивременная. В 1828 году была возведена первая мечеть, а в 1860-х годах — вторая. В начале XX века в селе функционировали 4 мечети. В деревне было четыре махалли с большими мектебами и медресе, выпускники которых впоследствии становились прославленными проповедниками и педагогами.
После своего возникновения, деревня быстро стала одним из крупнейших центров крестьянского предпринимательства в Заказанье. Торговые традиции в деревне имели глубокие исторические корни. Помимо традиционных повсеместных земледелия (сельская община владела 4122,5 десятинами земли в начале XX века) и скотоводства, обычным занятием жителей также была торговля. По плану Генерального межевания, поземельная община деревень Старый и Новый Кинер образовывала общую государственную дачу с соседними деревнями. В начале XX века в селе функционировали пять ветряных мельниц, шесть мелочных лавок, три магазина, три кузницы и волостное правление. 
В 1924 году в селе начала действовать начальная школа, преобразованная в 1932 году в семилетнюю, в 1936 году — в среднюю, в 2011—2015 годах — в лицей. В 1929 году был организован детский сад, в 1936 году — второй, в 1959 году — третий, а в 2003 году три детских сада были объединены. В 1995—2011 годах — участковая больница. В 1929 году в селе был образован колхоз «Красная звезда». В 1933 году колхоз получил наименование «Яна тормыш», в 1941 году был разделён на два колхоза: «Узяк», «Яна тормыш». В 1963 году перешёл в состав совхоза «Арский». С 1994 года колхоз села был реорганизован в коллективное предприятие, с 2003 года — в «Агрофирму «Якты Юл», с 2004 года — в сельскохозяйственный производственный кооператив, с 2008 года — в общество с ограниченной ответственностью «Новый Кинер», с 2017 года перешёл в состав крестьянского (фермерского) хозяйства.  В 1930-е годы действовали валяльная, швейная рабочие артели и хлебопекарня. В 1935 году на их базе был образован Ново-Кинерский промкомбинат.  В 1997—2010 годах здесь действовал овощесушильный завод, а в 2002—2011 годах — пекарня.
До 1920 года село было центром Мамсинской волости, входившей в Казанский уезд Казанской губернии. С 1920 года было включено в состав Арского кантона ТАССР. В связи с упразднением кантонного деления в республике, 10 августа 1930 года вошло в Тукаевский район. С 10 февраля 1935 года стало центром Кзыл-Юлского района (18 июля 1956 года  переименован в Тукаевский). 12 октября 1959 года перешло в состав Тукаевского, 1 февраля 1963 года — Арского района.

## Население
| 1782  | 1859  | 1897  | 1908  | 1920  | 1926  | 1938  |
| ----- | ----- | ----- | ----- | ----- | ----- | ----- |
| 73    | ↗1503 | ↗2030 | ↗2428 | ↘2228 | ↘1027 | ↗1927 |
| 1949  | 1958  | 1970  | 1979  | 1989  | 2002  | 2010  |
| ↘1824 | ↗2154 | ↗2440 | ↗2548 | ↘2300 | ↗2443 | ↗2551 |
| 2015  | 2021  |       |       |       |       |       |
| ↘2346 | ↘2121 |       |       |       |       |       |

В 1782 году при подсчёте учитывались только мужчины. По переписи 2002 года в селе жили 2443 жителя (татары — 96%). По переписи 2010 года — 2551 человек. По переписи 2021 года — 2121 человек. Из 2121 указавшего национальность были 2048 татар, 43 русских и 30 представителей других национальностей. Русский язык был родным для 37 человек (при этом использовали его 1754 человека), татарский — для 2058 (использовали 2059  человек). С селом связана деятельность Стэллы Габдрахмановой (род. 1933) — советской и российской школьной учительницы в сельской школе, Героя Социалистического Труда.

## Экономика и инфраструктура
В селе действует ООО «Новокинерский сушильный завод». Жители занимаются животноводством, полеводством. В селе с 1925 года (по другим сведениям, с 1936 г. и с 2015 г.) действует средняя школа, с 1929 года (по другим сведениям, с 2003г.) — детский сад, с 1940 года — дневной стационар, с 1960 года — школа-интернат для детей с ограниченными возможностями здоровья, с 1990 года — Дом детского творчества, с 2003 года — центр реабилитации инвалидов «Надежда». Имеются участковая больница, почтовое отделение, отделение Сбербанка.
В селе двадцать одна улица. Общая площадь жилья составляет 49,19 тыс. кв. м. Через село проходят автомобильные дороги общего пользования регионального значения «Арск — граница Республики Марий Эл», «Новый Кинер — Нижняя Ура», « Новый Ашит — Новый Кинер».

## Культура и религия
В селе с 1954 года действует детская библиотека, с 1935 года — сельская библиотека. Имеется сельский дом культуры. Действует хореографический коллектив «Лейсан». В селе находится местная мусульманская религиозная организация — сельский приход Арского мухтасибата Духовного управления мусульман Республики Татарстан. С 2001 года здесь действует мечеть.